# Chủ nghĩa tự do cá nhân
Chủ nghĩa tự do cá nhân hay chủ nghĩa tự do ý chí (tiếng Anh: libertarianism, từ tiếng Latinh: liber, tự do) là học thuyết triết học chính trị ủng hộ tự do như là mục tiêu chính yếu. Người theo chủ nghĩa này theo đuổi việc mở rộng sự tự trị (tự do khỏi sự can thiệp từ bên ngoài) và tự do quyết định, nhấn mạnh tự do chính trị, các hiệp hội tình nguyện và quyền ưu việt của phán đoán cá nhân.
Có hai kiểu người tự do chính: người kết quả và người tranh đấu cho quyền. Người tranh đấu cho quyền cho rằng đạo đức phổ quát nhất chính là tất cả các mối quan hệ tương tác giữa người với người, bao gồm cả tương tác giữa nhà nước và các cá nhân đơn lẻ, cần phải dựa trên sự tự nguyện và đồng thuận. Họ cho rằng việc khởi xướng bạo lực bởi một người hay một chính thể chống lại người khác hoặc tài sản của người khác — ở đây "bạo lực" có nghĩa là việc sử dụng bạo lực thực thể hay đe dọa sử dụng nó hoặc tiến hành gian lận chống lại ai đó — mà người đó không hề khởi xướng bạo lực thực thể, đe dọa hay gian lận trước đó, là vi phạm nguyên tắc. Hình thức chủ nghĩa tự do này đi liền với người theo chủ nghĩa khách thể, cũng như người vô chính phủ cá nhân những người xem rằng để nguyên tắc trên được thực hiện đòi hỏi phải có sự phản kháng liên tục đối với nhà nước.
Người tự do kết quả không có quan điểm chống đối lại việc "khởi xướng bạo lực," mà ủng hộ các hành động này vì họ tin vào việc thực hiện các hành động này sẽ dẫn đến phúc lợi chung tối đa hay hiệu quả tối ưu cho cả xã hội. Mặc dầu họ có đồng ý với việc nhà nước có thể khởi xướng một số biện pháp bạo lực cần thiết để mang lại kết quả tốt cho cả xã hội, họ cho rằng việc để cho tự do cá nhân càng lớn thì càng hiệu quả để đạt được mục đích cuối cùng. Kiểu chủ nghĩa tự do này gắn liền với Milton Friedman, Ludwig von Mises và Friedrich Hayek.
Người theo chủ nghĩa tự do thường không phản đối bạo lực được sử dụng để chống lại những biện pháp gây hấn khác đã được khởi xướng từ trước đó, bao gồm cả bạo lực, gian lận và vi phạm phạm vi sở hữu của người khác. Người theo chủ nghĩa tự do ủng hộ một thứ đạo đức tự chịu trách nhiệm trước bản than và phản đối kịch liệt nhà nước phúc lợi, vì họ tin rằng áp đặt ai đó phải hỗ trợ người khác là sai trái về mặt đạo đức, cuối cùng chỉ là phản tác dụng, hoặc là do cả hai. Người theo chủ nghĩa tự do cũng phản đối kịch liệt chế độ cưỡng bách tòng quân, vì họ chống lại chế độ nô lệ và lao động không tự nguyện.
Một số tác giả coi chủ nghĩa tự do cá nhân, đặc biệt là chủ nghĩa tự do cá nhân cánh hữu có liên quan mật thiết với chủ nghĩa tự do cổ điển (classical liberalism). Về thuật ngữ, nhiều người dùng cách gọi "triết học tự do" (freedom philosophy) để đề cập chủ nghĩa tự do cá nhân, chủ nghĩa tự do cổ điển, hay cả hai.

## Nguyên tắc
Tâm điểm của chủ nghĩa tự do là nguyên tắc sở hữu chính mình. Đối với người tự do, một cá nhân con người đơn lẻ là chủ thể của tất cả thân thể họ, mở rộng ra là cả cuộc sống, tự do và tài sản. Như vậy, người tự do xác định tự do là hoàn toàn tự do hành động, với điều kiện không khởi xướng bạo lực hoặc gian lận lên cuộc sống, tự do hoặc tài sản của người khác. Nguyên tắc này còn được gọi là nguyên tắc không xâm phạm.
Người tự do thường xem các rắc rối là do nhà nước gây ra đối với cá nhân hay tài sản của họ nằm ngoài phạm vi cần thiết để trừng phạt sự xâm phạm của người này đối với quyền của người khác, tức là vi phạm tự do. Người tự do vô chính phủ không ủng hộ bất cứ một ràng buộc nào cả, dựa trên giả thuyết cho rằng người cai trị và luật pháp là không cần thiết vì nếu không có chính phủ thì cá nhân sẽ tự nhiên tự mình quản lý các mối quan hệ và quy tắc xã hội. Ngược lại, người tự do chính phủ lại cho rằng cần thiết có chính phủ với mục đích duy nhất là bảo vệ quyền của công dân. Điều này bao hàm cả việc bảo vệ người dân và tài sản của họ khỏi hành vi tội phạm của người khác cũng như là việc bảo vệ quốc gia.
Người tự do thường bảo vệ ý tưởng tự do từ khía cạnh làm thế nào để một người bị rang buộc ít nhất bởi một chính thể, và một người được phép làm bao nhiêu (tự do tiêu cực). Quan điểm này ngược lại với quan điểm tự do là một người có thể làm bao nhiêu (tự do tích cực), mà sự phân biệt được John Stuart Mill lần đầu tiên nêu ra, và sau đó được mô tả kỹ hơn bởi Isaiah Berlin.
Nhiều nhà tự do xem cuộc sống, tự do và tài sản là quyền tối cao của mỗi cá nhân, và cần thỏa hiệp đển quyền của người này không ảnh hưởng đến những người còn lại. Trong các nền dân chủ, các nhà tự do xem sự thỏa hiệp của các quyền cá nhân này được thực hiện qua hành động chính trị gọi là "sự chuyên chế của số đông ", một thuật ngữ lần đầu tiên được Alexis de Tocqueville nhắc đến, và sau đó trở nên quen thuộc bởi John Stuart Mill, trong đó nhấn mạnh đến nguy cơ số đông áp đặt chuẩn mực của số đông lên thiểu số và vi phạm quyền của thiểu số trong cả quá trình. "...Cần có sự bảo vệ bằng các biện pháp khác thay vì là các biện pháp trừng phạt dân sự để chống lại sự chuyên chế của các ý kiến và cảm nhận đang phổ biến, chống lại xu hướng xã hội áp đặt ý tưởng và thực tiễn của mình thành quy tắc luật lệ điều khiển hành vi của những ai bất đồng với số đông..."
Một số nhà tự do ủng hộ luật tục, mà họ xem là luật pháp theo kiểu này ít bị áp đặt và gian dối và dễ áp dụng hơn là luật thành văn. Lợi ích tương đối của luật tục là cho phép xây dựng tiệm cần càng ngày càng tinh túy hơn định nghĩa về quyền tài sản được Friedrich Hayek, Richard Epstein, Robert Nozick và Randy Barnett đưa ra. Một số các nhà tư tưởng tự do tin rằng chính sự phát triển này có thể giúp định nghĩa nhiều khái niệm "chung" như ô nhiễm hay các mối tương tác mà một số người xem là từ bên ngoài. "Một xã hội tự do sẽ không cho phép bất kỳ ai làm tổn thương đến người khác bằng cách gây ra ô nhiễm bởi vì xã hội đó nhấn mạnh đến tính trách nhiệm của cá nhân."

### Quyền tự nhiên và chủ nghĩa kết quả
Một số nhà tự do như Robert Nozick và Murray Rothbard xem quyền sống, tự do và tài sản là quyền tự nhiên, tức là đáng để bảo vệ như là một mục đích cuối cùng của chính bản thân họ. Quan điểm của các nhà tư tưởng trên về quyền tự nhiên xuất phát từ các tác phẩm của Thomas Hobbes và John Locke. Ayn Rand, một người có ảnh hưởng lớn đến chủ nghĩa tự do mặc dù không thừa nhận cũng xem những quyền này là dựa trên luật của tự nhiên.
Các nhà tự do khác như Milton Friedman, Ludwig von Mises và Friedrich Hayek xem xét các quyền này dựa trên quan điểm thực tiễn hoặc kết quả, cũng như trên nền tảng đạo đức. Họ tranh luận rằng tự do cá nhân dẫn đến tính hiệu quả về mặt kinh tế và các lợi ích khác, và do vậy là biện pháp hiệu quả nhất để phát triển hay nâng cao phúc lực xã hội. Họ chấp nhận việc sử dụng một số biện pháp bạo lực như việc nhà nước vi phạm nguyên tắc bất xâm phạm bằng việc đánh thuế để từ đó có tiền sử dụng cho các dịch vụ công trình công cũng như việc ban hành các quy định pháp luật điều tiết xã hội nhỏ khác. Một số các nhà tự do như Jan Narveson có quan điểm khế ước về quyền và rằng quyền là một loại thỏa thuận hợp lý giữa người với người và cần được ký kết trước khi bắt đầu thực hiện.

## Chính sách tự do

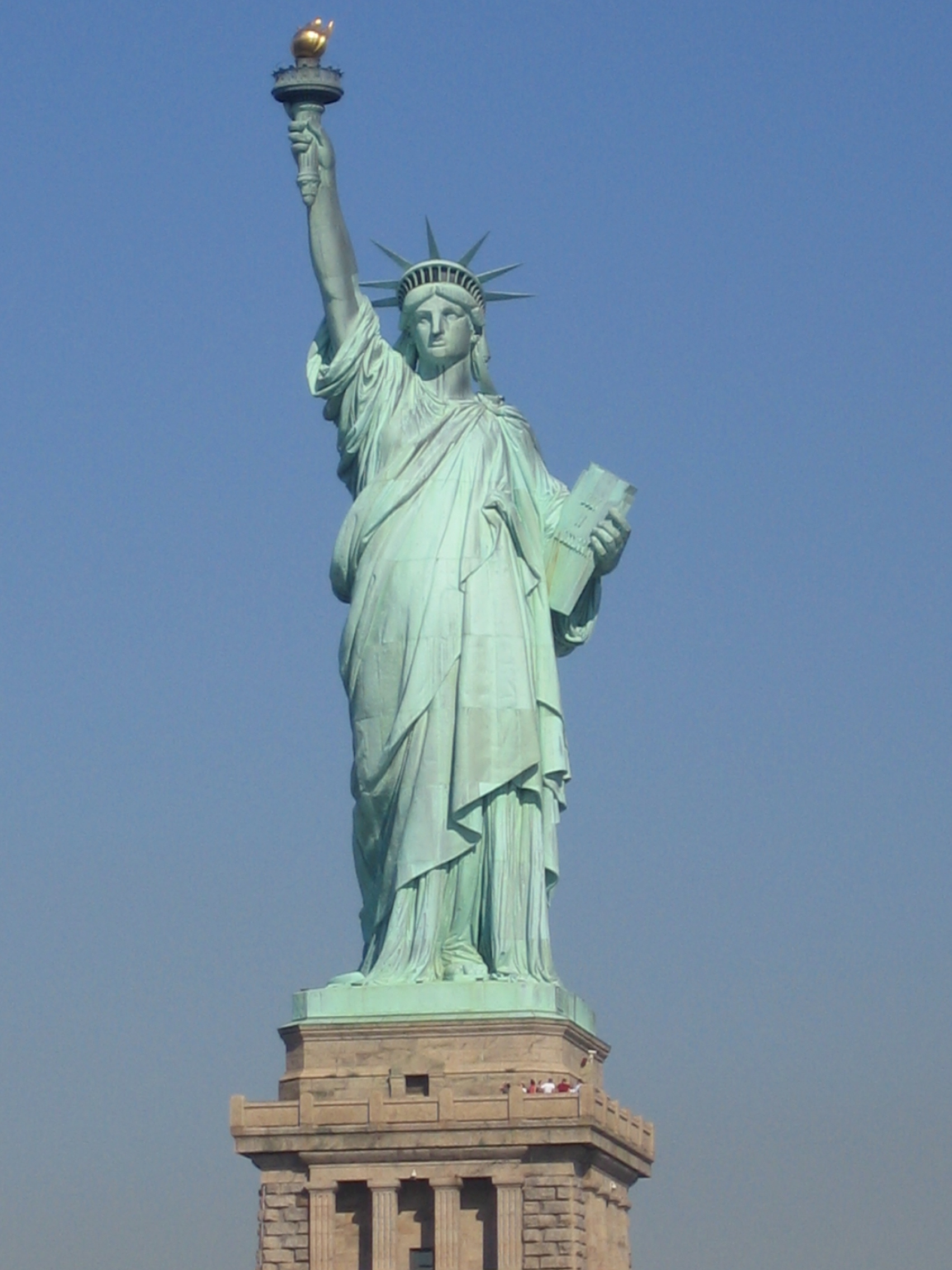
Nhiều nhà tự do xem Tượng Thần Tự do là biểu tượng của lý tưởng của họ

Các nhà tự do phản đối kịch liệt việc vi phạm các giá trị tự do dân sự như việc hạn chế quyền tự do diễn đạt (như diễn thuyết, báo chí hay thực hành tôn giáo), việc cấm lập hội, hay xâm phạm tài sản hoặc cá nhân. Một số có đặt ra ngoại lệ khi việc vi phạm nói trên là kết quả của một quá trình đúng trình tự thủ tục để xác lập hoặc trừng phạt các hành vi tội phạm. Như vậy, người tự do chống lại bất kỳ hình thức kiểm duyệt nào (như khẳng định bài diễn văn có tính công kích), hay tịch thu tài sản trước khi xét xử (như vẫn thường thấy trong trình tự thủ tục xét xử tội phạm ma túy). Hơn nữa, phần lớn các nhà tự do phản đối việc phân tách giữa diễn văn hay hiệp hội thương mại và chính trị, một sự phân biệt pháp lý thường được sử dụng để bảo vệ một kiểu hoạt động của một số người nhưng lại không bảo vệ những người khác qua sự can thiệp của chính quyền.
Người tự do đồng thời cũng phản đối bất kỳ một hạn chế luật pháp nào đối với cá nhân hoặc các hành vi được phép cũng như luật về tội phậm không có nạn nhân. Như vậy, họ cho rằng sự lựa chọn của cá nhân đối với các sản phẩm và dịch vụ không được hạn chế bằng việc có các yêu cầu cấp phép của chính quyền hoặc các công ty độc quyền của nhà nước, hoặc dưới các hình thức hàng rào thương mại làm hạn chế sự lựa chọn về sản phẩm và dịch vụ từ các nước khác (xem Thương mại tự do). Họ cũng đồng thời có xu hướng phản đối việc có luật lệ ngăn cấm sử dụng các chất kích thích, đánh bạc và mại dâm. Họ cho rằng công dân cần được tự do lựa chọn có chấp nhận rủi ro hay không ngay cả khi nếu làm vậy có thể tổn thương đến bản thân họ. Ví dụ, trong khi phần lớn các nhà tự do về mặt cá nhân đồng ý với việc thắt đai an toàn, các nhà tự do vẫn phản đối việc áp đặt việc sử dụng này theo kiểu gia trưởng. Tương tự, nhiều người cho rằng Cơ quan Kiếm soát Thuốc và Thức ăn Hoa Kỳ (Food and Drug Administration) không nên cấm việc sử dụng các biện pháp điều trị chưa được chứng minh vì quyết định về việc điều trị sẽ do bệnh nhân và bác sĩ quyết định và chính quyền cần hạn chế ở mức đưa ra các ý kiến không ràng buộc về tính hiệu quả và an toàn.
Một số nhà tự do tin rằng tự do là quyền thiên nhiên ban cho con người ngay từ khi sinh, và họ chấp nhận bất kỳ một hành động không mong muốn nào hay sự bất bình đẳng vật chất chừng nào những điều này không làm hại những người khác, tương tự đối với kết quả của các chính sách không can thiệp của chính phủ. Họ xem bất bình đẳng kinh tế là kết quả của sự tự do của con người trước việc lựa chọn hành động của riêng mình và những hành động này có thể là sinh lợi hay không sinh lợi.

### Chủ nghĩa tư bản vô chính phủ và chính phủ
Một số tự nhận là người theo chủ nghĩa tự do là những người (minarchist) ủng hộ việc đánh thuế tối thiểu như là một "con quỷ cần thiết" để phục vụ hạn chế cho việc duy trì các thể chế công để đảm bỏa quyền tự do dân sự và quyền tài sản, bao gồm cảnh sát, lực lượng vũ trang tình nguyện không có chế độ cưỡng bách tòng quân và tòa án. Người theo chủ nghĩa tư bản vô chính phủ, thì ngược lại chống lại tất cả mọi hình thức đánh thuế, phản đối việc chính phủ độc quyền trong việc bảo vệ người dân là cần thiết. Họ muốn chính phủ biến khỏi vai trò phán quyết và bảo vệ, họ thích chuyển các vấn đề này cho các nhóm tư nhân. Những người tư bản vô chính phủ tranh luận rằng người theo chủ nghĩa tư bản chính phủ ít can thiệp tin vào việc độc quyền đàn áp sẽ được duy trì ở mức hạn chế là điều không thực tế và việc đàn áp được thể chế hóa ở bất cứ mức độ nào đều phản tác dụng. Bất kỳ việc chấp nhận nhà nước hoặc liên minh giữa nhà nước và doanh nghiệp đàn áp đều dẫn đến tính hiệu quả cao hơn và do vậy sẽ làm nhà nước nguy hiểm hơn (chủ nghĩa tư bản độc quyền - crony capitalism).
Trong chính sách chung giữa những người tư bản vô chính phủ và chính phủ ít can thiệp không có sự khác nhau mấy vì cả hai đều là những người theo chủ nghĩa tự do và đều tin rằng chính quyền hiện tại quá can thiệp. Một số các nhà triết học tự do như Tibor R. Machan tranh luận rằng cá hai phe trên thực tế không mâu thuẫn nhau.

## Lịch sử
Joseph Déjacque, một người cộng sản vô chính phủ lần đầu tiên dùng thuật ngữ này, được dịch ra tiếng Anh là "libertarian" trong ngữ cảnh chính trị  mà nguyên thủy là tiếng Pháp "libertaire" trong lá thư gửi Proudhon năm 1857. Trong khi nhiều người theo chủ nghĩa vô chính phủ vẫn sử dụng thuật ngữ này (như tuwf tương đương dịch ra tiếng Anh là "libertarian" vẫn được sử dụng như là một từ đồng nghĩa với chủ nghĩa vô chính phủ trong một số ngôn ngữ không phải là tiếng Anh, như tiếng Pháp, tiếng Ý, vân vân), cách sử dụng phổ thông nhất của từ này tại Mỹ không hề có ý nghĩa nào dính líu với chủ nghĩa xã hội.
Thay vào đó, chủ nghĩa tự do như là một lý tưởng chính trị được xem là một dạng chủ nghĩa tự do cổ điển, mà trong nghĩa hiện đại được sử dụng cũng không khác gì chủ nghĩa tự do cá nhân (libertarianism). Khái niệm này nguyên thủy được gọi giản đơn là chủ nghĩa tự do (liberalism) xuất phát từ các ý tưởng Khai sáng tại châu Âu và Mỹ, trong đó có cả các triết học chính trị của John Locke và Montesquieu, và triết học kinh tế và đạo đức của Adam Smith. Vào cuối thế kỷ 18, các ý tưởng này nhanh chóng lan rộng cùng với cuộc Cách mạng Công nghiệp tại phương Tây.
Locke đã phát triển quan điểm của mình về khế ước xã hội như là một quy tắc cần có "sự chấp thuận của người bị trị" do xuất xứ từ quyền tự nhiên. Vai trò của cơ quan lập pháp là để bảo vệ quyền tự nhiên qua hình thức luật pháp đối với quyền dân sự. Locke xây dựng ý tưởng về quyền tự nhiên để đề xướng lý thuyết lao động về quyền tài sản; mỗi cá nhân ở trạng thái tự nhiên "sở hữu" chính mình và với đức hạnh thể hiện qua việc chính họ lao động, họ sở hữu thành quả của sự lao động của họ. Từ quan điểm trên về quyền tự nhiên, một nền kinh tế sẽ cất cánh dựa trên tư hữu tài sản và thương mại, và tiền tệ là phương tiện trung gian để trao đổi.
Cũng cùng thời gian trên, nhà triết học Pháp Montesquieu đã xây dựng quan điểm về sự phân tách giữa chủ quyền và quyền lực hành chính, và đề xướng tam quyền phân lập trong quyền lực hành chính để làm đối trọng cho việc có xu hướng tự nhiên là quyền lực hành chính sẽ phát triển trên cơ sở hy sinh quyền cá nhân. Ông cho rằng việc phân tách quyền lực có thể thực hiện cả ở chính thể cộng hòa cũng như quân chủ hạn chế, và cá nhân ông thích quân chủ hơn. Tuy nhiên ý tưởng của hông đã khơi dậy ý tưởng cho các Cha đẻ Hợp chủng quốc Hoa Kỳ (Founding Fathers), và đã trở thành cơ sở của quyền lực chính trị của hầu hết các chính phủ, cả quân chủ lập hiến cũng như cộng hòa mà bắt đầu là nước Mỹ.
Triết học đạo đức của Adam Smith nhấn mạnh đến việc chính phủ không can thiệp vào cá nhân để đạt được cái gọi là "sự thông thái mà Chúa ban cho" chỉ được phép xảy ra khi không có sự can thiệp cưỡng ép bằng bạo lực. Phân tích kinh tế của ông cho rằng bất cứ thứ gì can thiệp vào khả năng của cá nhân để cống hiến tốt nhất năng lực của họ cho doanh nghiệp –như trong các chính sách trọng thương hay các phường hội độc quyền –sẽ dẫn đến sự phân chia lao động không hiệu quả và đe dọa sự tiến bộ nói chung. Smith khẳng định "giao dịch tự nguyện và công khai làm lợi cho cả hai bên," mà "tự nguyện " và "công khai " có nghĩa là không có ép buộc và gian lận.
Trong Cách mạng Mỹ, các Cha đẻ của Hợp chủng quốc Hoa Kỳ đều chủ trương bảo vệ tự do là mục tiêu chính của nhà nước. Thomas Jefferson phát biểu "tự do hợp lẽ là hành động không bị cản trở theo đúng ý nguyện của chúng ta trong khuôn khổ giới hạn bao quanh chúng ta bởi quyền bình đẳng cũng giống như vậy của những người khác."
La Fayette đã nhập khẩu vào Pháp ý tưởng tự do của Mỹ, hay như một số người nói là tái nhập, qua việc soạn thảo Tuyên ngôn Nhân quyền của Pháp năm 1789, trong đó khẳng định:
Tự do bao gồm tự do làm bất cứ thứ gì mà không tổn thương đến người khác; do vậy việc thực hiện quyền tự nhiên của mỗi người không có giới hạn trừ việc cần đảm bảo là những người khác trong xã hội cũng được hưởng những quyền tự nhiên như vậy.
John Stuart Mill, khi tái xây dựng lại quan niệm của Jeremy Bentham về chủ nghĩa thực dụng, khẳng định, "Đối với toàn bộ mỗi người, gồm cả thân thể và trí óc của người đó, cá nhân là chủ thể." Mill đối lập khẳng định này với cái ông gọi là "sự chuyên chế của số đông," tuyên bố rằng chủ nghĩa thực dụng cần có các cách tổ chức chính trị sao cho đảm bảo việc thực hiện "nguyên tắc tự do", trong đó mỗi người cần được đảm bảo tự do tối đa mà không ảnh hưởng đến tự do của người khác, vì thế mỗi người có thể đạt được hanh phúc nhất. Ý tưởng này sau đó tiếp tục được triết gia Anh Herbert Spencer tán dương khi ông đưa ra "luật về tự do bình đẳng," trong đó khẳng định "mỗi người có tự do làm bất cứ thứ gì anh ta muốn, với điều kiện không ảnh hưởng đến quyền tự do cũng giống như vậy của người khác."
Pierre-Joseph Proudhon xây dựng một quan điểm vô chính phủ về khế ước xã hội trong đó khế ước không phải là giữa các cá nhân và nhà nước mà là "thỏa thuận giữa người với người; một thỏa thuận mà qua đó cần phải dẫn tới cái mà chúng ta gọi là xã hội". Một trong những mệnh đề nổi tiếng của ông là "vô chính phủ là trật tự." Trong khi xây dựng thuyết hỗ sinh, ông đã xem lao động là dạng hợp pháp của tài sản, khẳng định "tài sản là tự do ", và phả đối cả sở hữu tập thể lẫn tư hữu tài sản "tài sản là trộm cắp!". Tuy nhiên, sau đó ông đã bỏ rơi việc phủ nhận tài sản, và đưa ra ý kiến việc sở hữu tư nhân về tài sản "là đối trọng của quyền lực Nhà nước, và bằng cách đó đảm bảo tự do của mỗi cá nhân."
Vào đầu thế kỷ 20, luồng tư tưởng chính đã bắt đầu phân hóa từ việc ban đầu chỉ tập trung vào tự do tiêu cực và thị trường mở cửa đến việc đánh giá tích cực về quyền mà phong trào Cấp tiến tại Mỹ và chủ nghĩa xã hội tại châu Âu ủng hộ. Thay vào việc chính phủ chỉ đơn giản "đảm bảo quyền " của người tự do, nhiều người bắt đầu cho rằng cần để chính phủ sử dụng quyền lực để nâng cao các quyền một cách tích cực. Thay đổi này được ra bởi chính sách tứ tự do của Franklin Roosevelt, mà hai là tiêu cực tức là hạn chế chính phủ can thiệp vào "tự do ngôn luận" và "tự do tôn giáo," và hai là tích cực, tức tuyên bố "tự do mong muốn ", tức là việc chính phủ cấp hỗ trợ trong nước và viện trợ quốc tế, và "tự do khỏi sợ hãi ", tức là chính sách can thiệp quốc tế để giữ gìn hòa bình giữa các nước.
Khi "tự do" trở nên gắn liền với các chính sách Cấp tiến tại các nước nói tiếng Anh trong thập kỷ 20 và 30, nhiều người vốn ủng hộ ý tưởng nguyên thủy là nhà nước ít can thiệp bắt đầu tự gọi mình là "các nhà tự do cổ điển" để phân biệt.
Trong những năm đầu thế kỷ 20, phong trào Quốc xã tại Đức phát triển độc lập cùng với sự phát triển của chủ nghĩa cộng sản tại Nga mà phong trào cộng sản có nhiều tương đồng với phong trào Cấp tiến ở phương Tây và giành được nhiều cảm tình của những người ủng hộ. Một nhóm các nhà kinh tế ở Trung Âu tự gọi là trường phái Áo đã xóa bỏ sự phân tách giữa các xu hướng khác nhau của chủ nghĩa cực quyền bằng cách xác định điểm chung là chủ nghĩa tập thể trong các học thuyết này và cho rằng chủ nghĩa tập thể dù dưới hình thức nào cũng đều đi ngược lại lý tưởng tự do truyền thống theo cách hiểu phương Tây. Các tư tưởng gia của trường phái này boa gồm Ludwig von Mises, Friedrich Hayek, và Walter Block. Block đã mô tả "nguyên tắc bất xâm phạm là kim chỉ nam" của chủ nghĩa tự do. Trường phái Áo đã có ảnh hưởng mạnh mẽ đến các nguyên tắc tự do và môn kinh tế. Trong nửa cuối thế kỷ 20, thuật ngữ "người tự do cá nhân" (libertarian) vẫn được sử dụng bởi những người có thái độ gần giống với "những người tự do cổ điển" (classical liberals).
Năm 1955, Dean Russell viết bài báo trình bày suy nghĩa về nên gọi thế nào đối với những người như ông ta vốn ủng hộ triết lý cá nhân và tự chịu trách nhiệm của tự do cổ điển. Ông viết,
Nhiều người trong số chúng ta gọi mình là "người tự do" (liberals). Và đúng là từ "tự do" đã từng dùng để mô tả những người tôn trọng cá nhân và sợ ảnh hưởng của công chúng. Nhưng những người phái tả giờ đây cũng dùng từ đó đẻ mô tả họ và chương trình của họ với việc chính phủ có nhiều quyền sở hữu tài sản hơn và nhiều quyền kiểm soát người dân hơn. Do vậy những người như chúng ta vẫn còn tin vào tự do cũng gọi mình là người tự do nhưng chúng ta hiểu tự do theo đúng nghĩa cổ điển khi còn chưa bị tha hóa trong cách dùng như hiện nay. Điều này, rất đáng tiếc, sẽ dẫn đến hiểu lầm. Và đây là gợi ý: Những người như chúng ta vốn yêu chuộng tự do và đáng được gọi bằng một từ ngữ cao cả và chỉ dùng với cách sử dụng riêng của chúng ta đó là "libertarian", người tự do cá nhân

### Triết học tự do trong hàn lâm
Các hội thảo về chủ nghĩa tự do được bắt đầu ở Mỹ vào những năm 60, bao gồm cả các hội thảo tại SUNY Geneseo năm 1972. Trường phái Tự do, sau này gọi là Trường phái Rampart, do Robert LeFevre khởi xướng trong những năm 60 và có ảnh hưởng đến việc tuyên truyền các ý tưởng tự do.
Chủ nghĩa tự do (cá nhân) triết học được đánh giá cao trong giới hàn lâm qua tác phẩm của giáo sư Harvard Robert Nozick Anarchy, State, and Utopia năm 1974. Triết gia tự do cánh tả Thomas Nagel đã từng tranh luận rằng chủ nghĩa tự do của Nozick 'không có cơ sở' vì xuất phát từ giả thiết cho rằng các cá nhân sở hữu chính mình mà không có giải thích gì thêm.
Jan Narveson đã đưa ra lời giải thích thêm. Dựa trên tác phẩm của David Gauthier, đã xây dựng chủ nghĩa tự do khế ước được phác họa trong tác phẩm của ông năm 1988 The Libertarian Idea, và sau đó tiếp tục phát triển trong tác phẩm của ông năm 2002 Respecting Persons in Theory and Practice. Trong các tác phẩm này, Narveson đồng ý với Hobbes rằng các cá nhân cần phải từ bỏ khả năng giết và ăn cáp của người khác để có thể rời bỏ trạng thái tự nhiên, nhưng ông không nhất trí với Hobbes khi tranh luận rằng một nhà nước tuyệt đối là không cần thiết để đảm bảo thực hiện khế ước. Narveson tranh luận rằng không cần một nhà nước nào cả. Những người khác ủng hộ thuyết tự do khế ước bao gồm cả nhà kinh tế James M. Buchanan người đã xây dựng lý thuyết sự lựa chọn của công chúng và triết gia người Pháp -Hung Anthony de Jasay.
Ngược lại, J. C. Lester đã cố hạ thấp luận điểm cho rằng chủ nghĩa tự do không có cơ sở dưới hình thức chủ nghĩa tự do duy lý phê phán, trong tác phẩm năm 2000 Escape from Leviathan. Cụ thể, công trình áp dụng duy lý phê phán để bảo vệ luận điểm cho rằng không có mâu thuẫn hệ thống giữa tính duy lý công cụ, tự do giữa người với người, phúc lợi xã hội và vô chính phủ tài sản tư nhân.

### Chủ nghĩa tự do cánh tả
Có trường phái tự do trong triết học chính trị Mỹ ủng hộ nguyên tắc quân bình với ý tưởng quyền tài sản và tự do cá nhân. Họ là những người "tự do cánh tả". Người tự do cánh tả tin rằng việc phân phối ban đầu tài sản là sự quân bình tự nhiên trong thiên nhiên, hoặc cá nhân không được có sở hữu tư nhân hợp pháp phù hợp nào cả hoặc họ phải được phép bởi tất cả mọi người trong cộng đồng chính trị để làm việc đó. Một số nhà tự do cánh tả sử dụng điều kiện của Lock theo cách để thúc đẩy các kiểu tái phân phối công bằng theo cách thế nào cho phù hợp với quyền tự do về tự sở hữu của chính mình. Một số đại diện thời hiện đại như Peter Vallentyne, Hillel Steiner, Philippe Van Parijs, và Michael Otsuka, mà tác phẩm Libertarianism Without Inequality là một trong những sách giáo khoa về chủ nghĩa tự do quân bình. 
Cả phía tả và phái hữu đều phê phán chủ nghĩa tự do cánh tả. Những người tự do cánh hữu như Robert Nozick cho rằng quyền sở hữu chính mình và tích lũy tài sản của mình không cần thiết có tiêu chuẩn quân bình, họ cho rằng cần phải tuân thủ ý tưởng của Lock về việc không làm xấu đi tình trạng của người khác. Gerald Cohen, một nhà triết học Marxist, đã phê phán nặng nề ý tưởng về bình đẳng và tự sở hữu của những người tự do cánh tả. Trong tác phẩm Self-ownership, Freedom, and Equality, Cohen cho rằng bất cứ hệ thống nào để đảm bảo công bằng vào thực hiện điều đó một cách nghiêm chỉnh đều không thể nhất quán được với tự do máy móc và quyền sở hữu chính mình một cách đầy đủ như cách nghĩ của những người tự do cá nhân. Tom G. Palmer từ viện Cato Institute cũng đã phản hồi lại Cohen trong bài phê bình đăng trong Critical Review  Lưu trữ ngày 2 tháng 10 năm 2008 tại Wayback Machine và đưa ra một danh mục văn liệu phê bình chủ nghĩa tự do trong bài luận tổng luận đăng "The Literature of Liberty" đăng trong The Libertarian Reader, ed. David Boaz.  Lưu trữ ngày 29 tháng 5 năm 2005 tại Wayback Machine

### Chủ nghĩa khách thể
Vấn đề chủ nghĩa khách thể có thuộc chủ nghĩa tự do cá nhân hay không còn đang tranh cãi ngay giữa những người theo chủ nghĩa khách thể. Mặc dù triết học của Rand (chủ nghĩa khách thể) là xuất phát từ chủ nghĩa tự do, những người theo chủ nghĩa khách thể như Rand cho rằng chủ nghĩa tự do cá nhân là nguy cơ đối với tự do và đối với chủ nghĩa tư bản.  Lưu trữ ngày 7 tháng 1 năm 2014 tại Wayback Machine
Ngược lại, một số nhà tự do lại xem những người theo chủ nghĩa khách thể là không thực tiễn, kinh viện và không hứa hẹn và cứng nhắc. Theo tạp chí|Reason, chủ biên Nick Gillespie trong số tháng 3 năm 2005 đã tập trung vào ảnh hưởng của chủ nghĩa khách thể, Rand là "một trong những nhân vận quan trọng nhất trong phong trào tự do... Rand vẫn là một trong những có sách bán chạy nhất và có ảnh hưởng đến văn hóa và tư tưởng Mỹ " nói chung và trong chủ nghĩa tự do nói riêng. Dù vậy, ông cũng thú nhận rằng ông khá ngượng khi tạp chí của mình gắn với ý tưởng của bà. Cũng trong số đó, Cathy Young nói "Chủ nghĩa tự do (cá nhân), một phong trào gần gũi nhất với ý tưởng của Rand, nếu nói là xuất phát từ Rand thì còn kém xa một đứa con riêng nổi loạn." Mặc dù những người tự do như Young phản đối lý thuyết của Rand nhưng vẫn tin rằng "thông điệp của Rand về lý trí và tự do... có thể là điểm phấn đấu " của chủ nghĩa tự do.
Những người khách thể từ bỏ ý tưởng của chủ nghĩa tự do cho rằng nhà nước là "con quỷ cần thiết ": đối với chủ nghĩa khách thể, chính phủ chỉ giới hạn trong việc bảo vệ quyền công dân là tuyệt đối cần thiết và hợp đạo đức. Những người khách thể phản đối toàn bộ các xu hướng vô chính phủ và nghi ngờ những người tự do cá nhân có liên hệ với chủ nghĩa vô chính phủ cá nhân.

## Chủ nghĩa tự do trong chính trị
Chủ nghĩa tự do thường được xem là phong trào chính trị cánh hữu. 
Một ví dụ điển hình về chính trị tự do cá nhân là việc phân biệt đối xử tại công sở. Những người tự do (liberals) ủng hộ luật pháp trừng phạt những người chủ có phân biệt đối xử trên bất cứ thứ gì mà không dựa trên công việc trong khi những người bảo thủ lại ủng hộ luật pháp đảm bảo việc thực hiện những phân biệt như vậy. Còn người tự do cá nhân (libertarians) phản đối việc có bất kỳ luật lệ nào trong lĩnh vực này vì như vậy là vi phạm quyền tài sản hoặc tự do hoặc của chủ hoặc của những người làm thuê. Nói cách khác, một bên tự do phân biệt đối xử người khác trong các mối quan hệ và công việc của mình (trong khuôn khổ thỏa thuận hợp đồng) (bảo thủ); một bên tự do lựa chọn xem có thể chấp nhận làm việc tiếp hay không hay tự thành lập doanh nghiệp riêng theo tiêu chuẩn riêng của mình (tự do cá nhân, libertarians); và một bên có thể tổ chức đình công hay các hoạt động công cộng để chống lại các doanh nghiệp có chính sách mà họ không đồng ý (tự do, liberals).

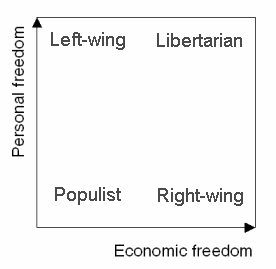
Trong khi diễn đàn chính trị thường là một đường thẳng, biểu đồ Nolan chuyển nó thành mặt phẳng để minh họa chủ nghĩa tự do cá nhân libertarianism trong toàn bộ tư tưởng chính trị.

 Thay vì chỉ là một đường tả hữu, nhiều nhà tự do cá nhân dùng một diện tích hai chiều với "tự do cá nhân " là một trục và "tự do kinh tế " là trục kia, được gọi là biểu đồ Nolan. Chính trị tự do cá nhân (libertarian politics) (từ biểu đồ trên) là họ đồng ý với những người tự do (liberals) về các vấn đề xã hội và với những người bảo thủ về các vấn đề kinh tế. 

## Phong trào tự do
The Libertarian Program là một dự án quốc tế xây dựng và ghi chép các thay thế tự nguyện đối với các chương trình của chính phủ.

## Phê bình chủ nghĩa tự do cá nhân
Cả phái tả và phái hữu đều phê bình chủ nghĩa tự do cá nhân vì ý tưởng tự do kinh tế và tự do xã hội là trái ngược nhau và không thể cùng tồn tại. Cánh tả phê bình tập trung vào các kết quả kinh tế, vì với kinh tế thị trường mở tuyệt đối, hay chủ nghĩa tư bản laissez-faire sẽ xem nhẹ tự do cá nhân của nhiều người bằng việc tạo ra bất bình đẳng xã hội, nghèo đói, và thiếu tính trách nhiệm giải trình từ phía những người giàu có hay có quyền lực. Cánh hữu phê bình tập trung vào các vấn đề truyền thống và đạo đức cá nhân, cho rằng tự do cá nhân tuyệt đối sẽ chỉ khuyến khích các hành động không lành mạnh, vô đạo đức và xem thường tôn giáo. Những người tự do phản hồi lại bằng luận điểm cho rằng tính trách nhiệm cá nhân, việc trao đổi tự nguyện hàng hóa, và hoạt động thiện nguyện tư nhân đều là cách tiếp cận cá nhân đến tự do và dẫn đến một sự chung sống thịnh vượng và yên bình đạo đức hơn và hiệu quả hơn. Họ cũng tranh luận rằng trong xã hội tư bản tuyệt đối thậm chí người nghèo nhất cũng vẫn sẽ khá hơn lên do hậu quả của tăng trưởng kinh tế chung nhanh hơn- điều mà họ tin là sẽ xảy ra nếu hạ thấp thuế và ban hành càng ít luật pháp và quy định càng tốt.